# Walter Cabus
Walter Cabus (Mechelen, 9 februari 1920 - Gent, 28 december 1984) was een Belgisch redacteur.

## Levensloop
Hij was aanvankelijk redacteur 'buitenland' bij Het Volk. In 1969 werd hij directeur van de redactie.
Later werd hij hoofdredacteur, in deze functie kreeg hij vanaf 1978 Paul De Baere aan zijn zijde.